# Estación de Sabadell Plaza Mayor
Sabadell Plaza Mayor (en catalán y oficialmente, Sabadell Plaça Major) es una estación de ferrocarril suburbano integrado en la línea S2 (Metro de Sabadell) de la línea Barcelona-Vallés de FGC en la localidad de Sabadell. Forma parte de la primera fase de la prolongación de dicha línea, siendo la estación cabecera durante casi un año, hasta que se inauguró la segunda fase de prolongación, el 20 de julio de 2017.
La estación ha substituido a Sabadell-Rambla, que se encontraba a menos de 200 metros de Sabadell-Plaza Mayor, situándola totalmente en el centro de Sabadell. En 2018 registró un tráfico de 1 242 330 usuarios lo que la sitúa como la más utilizada en Sabadell de la línea S2.

## Situación ferroviaria
La estación Sabadell Plaza Mayor está situada en el punto kilométrico 10,585 de la línea de ancho internacional original entre Sant Cugat Centre y Sabadell-Rambla (sin pasar por Universidad Autónoma). El tramo es de vía doble y está electrificado.

## Historia
La estación fue inaugurada  por el presidente de la Generalidad de Cataluña el 12 de septiembre de 2016.
La estación abrió al público de 12 de la mañana a 21 de la noche, ofreciendo viajes gratuitos entre Can Feu | Gracia y Sabadell-Plaza Mayor. Finalmente la estación empezó a ofrecer servicios regulares el 13 de septiembre de 2016.

## La estación
Sustituyó la función de la antigua estación de Sabadell Rambla (1925-2016) como parte de la ampliación de la línea a Ca n'Oriac. Sabadell Rambla era incompatible con la prolongación ya que el túnel de la estación era de vía única y muy apretado gálibo. La estación de Sabadell Plaza Mayor fue la terminal provisional de trenes hasta 2017, cuando se prolongó la línea hasta Sabadell-Parque del Norte. Los trenes inicialmente salían y llegaban regularmente solo por la vía 1, hasta que la vía 2 se conectó con la prolongación. La estación de Sabadell Plaza Mayor se encuentra en un recinto rectangular en el subsuelo de la Plaza Mayor de Sabadell. Se estructura en 5 niveles, con plantas -1 y -2 para la ampliación del aparcamiento preexistente. El acceso a la estación desde la calle es a través de un doble acceso desde el paseo de la Plaza Mayor con un cruce de la Iglesia, uno formado por una escalera fija y un segundo con una escalera mecánica ascendente. Ambas escaleras tienen un rellano en el nivel -1. También hay un ascensor que conecta el paseo marítimo con el vestíbulo. El vestíbulo está ubicado en el nivel -3 y cuenta con máquinas expendedoras de billetes y barreras de control de acceso, entre otras instalaciones. Los trenes circulan por el nivel más profundo (nivel -5) a 26 metros bajo el nivel de la calle, formado por las dos vías generales y un amplio y único andén central de 120 metros de largo y 9 metros de ancho. Entre el vestíbulo y la plataforma central hay una escalera mecánica ascendente, un ascensor y una escalera fija que también da acceso a un nivel técnico intermedio (nivel -4). En cada extremo de la plataforma hay una salida de emergencia. La arquitectura de la estación es obra de David Viaplana y tiene como peculiaridad arquitectónica que se divide longitudinalmente en dos mitades: el lado oeste (vía 2) tiene acabados y elementos de color gris oscuro mientras que el lado este tiene la obra civil a la vista (estilo brutalista) y elementos de color gris claro. Las escaleras entre el andén central y el vestíbulo se insertan en prismas con la parte inferior roja y señalización de gran formato de la salida.
La distancia entre los ejes de vía es de 12 m y la distancia libre entre pantallas es de 19,44 m.

## Servicios ferroviarios
El horario de la estación se puede descargar en el siguiente enlace. El plano de las líneas del Vallés en este enlace. El plano integrado de la red ferroviaria de Barcelona puede descargarse en este enlace.
| << cabecera                   | < estación        | línea | estación > | cabecera >>               |
| ----------------------------- | ----------------- | ----- | ---------- | ------------------------- |
| Línea Barcelona-Vallés de FGC |                   |       |            |                           |
| Barcelona-Plaza de Cataluña   | Can Feu \| Gracia |       | Cruz Alta  | Sabadell-Parque del Norte |

### Próximos años
Esta previsto que en la estación terminal de Sabadell-Parque del Norte se haga un pequeño desvío que en un futuro irá dirección a Castellar del Vallés. Esta será la tabla en el futuro cuando la línea S2 esté completada, pero no hay ninguna fecha indicada.
| << cabecera                   | < estación        | línea  | estación > | cabecera >>               |
| ----------------------------- | ----------------- | ------ | ---------- | ------------------------- |
| Línea Barcelona-Vallés de FGC |                   |        |            |                           |
| Barcelona-Plaza de Cataluña   | Can Feu \| Gracia |        | Cruz Alta  | Sabadell-Parque del Norte |
| Barcelona-Plaza de Cataluña   | Can Feu \| Gracia | (20??) | Cruz Alta  | Castellar del Vallès      |